# هواگرد جنگ الکترونیک

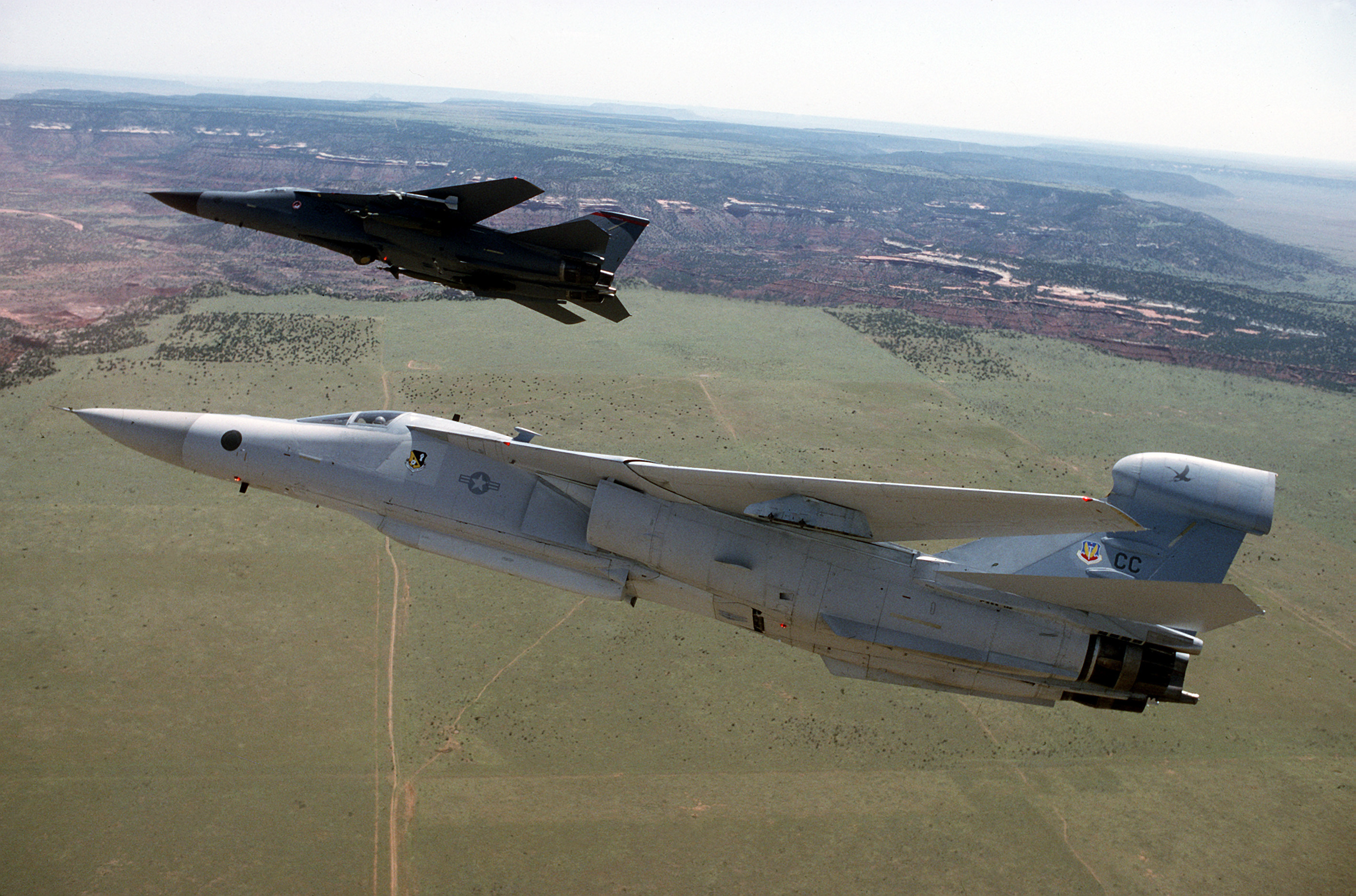
یک فروند ئی‌اف-۱۱۱ای ریون (جلو) همراه با یک اف-۱۱۱اف.

هواگرد جنگ الکترونیک (انگلیسی: Electronic-warfare aircraft) نوعی هواپیمای نظامی است که برای جنگ الکترونیک مجهز و آماده شده‌است. این نوع هواگرد با استفاده از فرستادن پارازیت و فریب رادار، باعث کاهش میزان اثر رادار دشمن و سامانه‌های رادیویی می‌شود.
در سال ۱۹۴۳، هواگرد بریتانیایی آورو لانکاستر با خاشه مجهز شد تا برای رادارهای پدافند هوایی دشمن ناپیدا باشد. این هواگرد، نخستین هواگردی بود که به این فناوری تجهیز شده بود.

## فهرست هواگردهای جنگ الکترونیک
چند نمونه از هواگردهای جنگ الکترونیک در زیر آمده‌اند:
- نورثروپ گرومن ئی‌ای-۶بی پراولر (ایالات متحده)
- جنرال داینامیکس/گرومن ئی‌اف-۱۱۱ای ریون (ایالات متحده)
- لاکهید ئی‌سی-۱۳۰اچ کمپس کال (ایالات متحده)
- بوئینگ ئی‌ای-۱۸جی گرولر (ایالات متحده)
- کاوازاکی سی-۱ (ژاپن)
- امبرائر آر-۹۹ (برزیل)
- آی‌ای‌آی آراوا (اسرائیل)
- پاناویا ترنادو (آلمان)
- داگلاس اف۳دی اسکای‌نایت (ایالات متحده)
- آنتونوف-۱۲ (شوروی)
- میل ۸ (شوروی)
- توپولف-۱۶ (شوروی)